# 엔리코 가로초
엔리코 가로초(이탈리아어: Enrico Garozzo, 이탈리아어 발음: [enˈriːko ɡaˈrɔttso], 1989년 6월 21일~)는 이탈리아의 펜싱 선수로 주 종목은 에페이다. 올림픽에 2회 참가하였으며 2016년 하계 올림픽 남자 에페 단체전 종목에서 은메달을 획득했다. 또한 세계 선수권 대회에서 동메달 1개를 획득했다.

## 개인사
동생인 다니엘레 가로초 또한 펜싱 선수이다.